# Список византийских изобретений

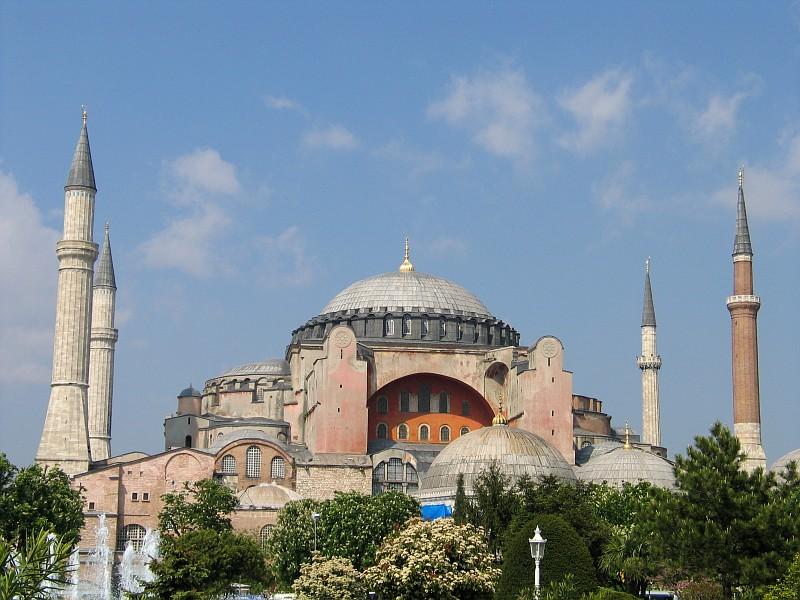
Характерный многокупольный профиль византийского собора Святой Софии и первый подвесной купол в истории повлиял на формирование как православной, так и исламской архитектуры

Это список византийских изобретений. Византийская или Восточная Римская империя представляла собой преемницу Римской империи после того, как её часть была завоёвана. Её основными характеристиками были римские государственные традиции, греческая культура и христианская вера.

## Архитектура
- Крестово-купольный храм: Крестово-купольный храм был доминирующей архитектурной формой средневизантийских церквей. Композиция крестово-купольного храма сформировалась под влиянием других центрических культовых построек и планов продольных базилик, достигнув совершенства[3]. Самым ранним из сохранившихся примеров является церковь Богородицы в Константинополе (907/908 г.), её развитие можно с достаточной степенью уверенности проследить, по крайней мере, до Неа Экклесии, освящённой в 880/881 г.[4]
- Подвесной купол: парус в архитектуре представляет собой конструкцию, которая позволяет куполу опираться на квадратную в плане форму. Хотя прототипы паруса можно найти ещё в римской практике купольного строительства[5], первый полноценный подвесной купол появился во время реконструкции собора Святой Софии в 563 году[6]. Сконструированный Исидором Младшим, племянником первого архитектора Исидора Милетского, купол диаметром 31,24 м оставался непревзойдённым до эпохи Возрождения (см. Флорентийский собор)[1]. Собор Святой Софии стал прообразом последующих православных церквей, а его архитектурный стиль был перенят турецкими мечетями тысячу лет спустя[1].
- Мост со стрельчатой аркой: самый ранний известный мост, опирающийся на стрельчатую арку, — мост Карамагара V или VI века нашей эры в Каппадокии[7]. Его единственная 17-метровая арка перекрывала приток Евфрата[8]. Греческая надпись, цитирующая Библию, проходит вдоль одной стороны ребра арки[9]. Структура сегодня погружена в водохранилище Кебан[10].

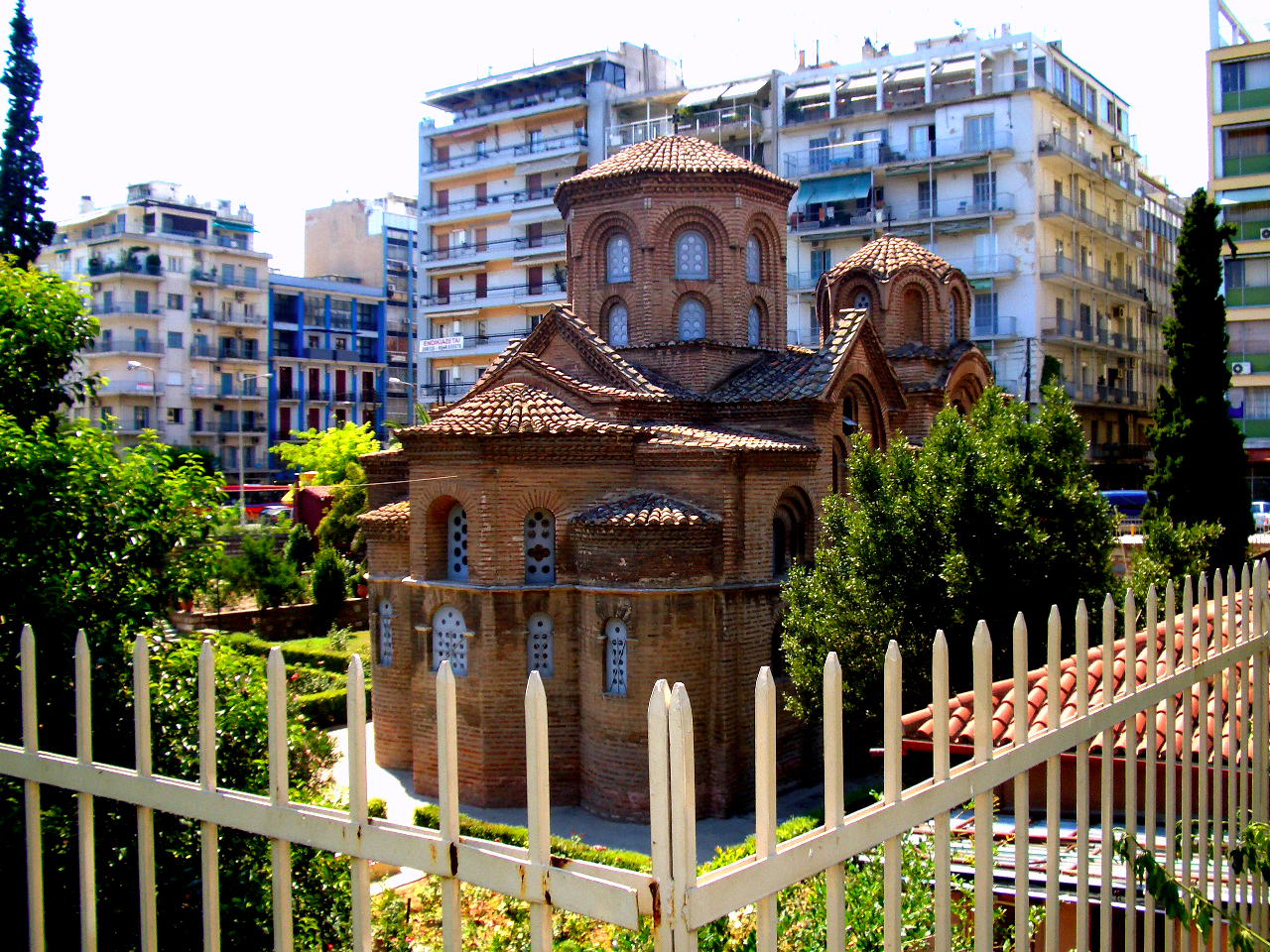
Панагия Халкеон, крестово-купольная церковь XI века
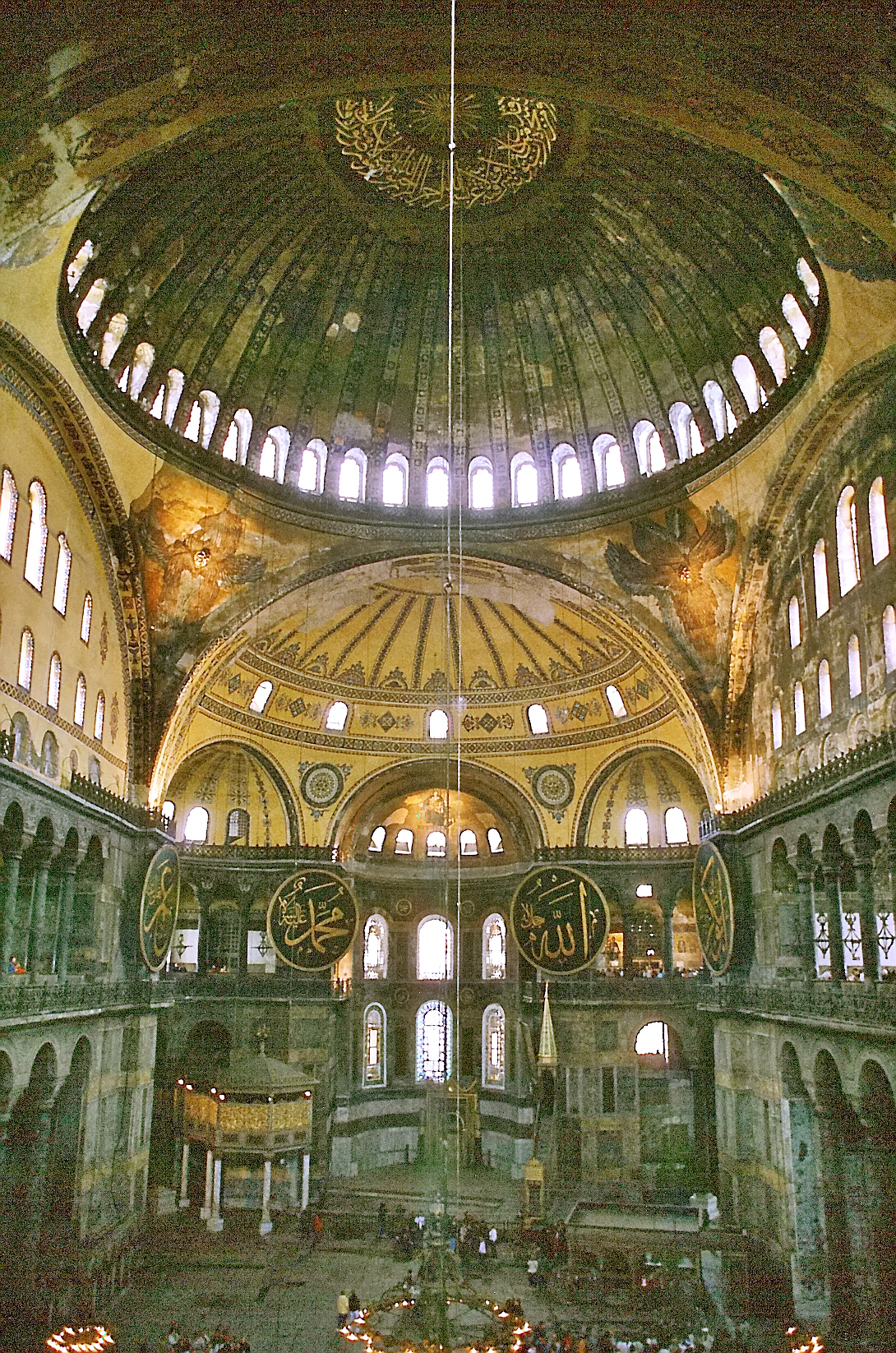
Подвесной купол собора Святой Софии (563 г.), внутренний вид

## Военное дело
- Требушет с противовесом: Самое раннее письменное упоминание о требушете с противовесом, гораздо более мощной конструкции, чем требушет с простым тяговым усилием[11], появляется в работе историка XII века Никиты Хониата. Никита описывает каменный проектор, который будущий император Андроник I Комнин использовал при осаде Зевгминона в 1165 году. Он был оснащён лебёдкой, устройством, не требующим ни тяги, ни гибридного требушета для запуска ракет[12]. Чеведден предполагает, что новый тип артиллерии был представлен во время осады Никеи в 1097 году, когда сообщалось, что император Алексей I Комнин, союзник осаждавших крестоносцев, изобрёл новые орудия тяжёлой артиллерии, которые отличались от традиционной конструкции и произвели глубокое впечатление на всех[13].
- Ручной требушет: Ручной требушет (хиромангана) представлял собой пращу для посоха, закреплённую на шесте с помощью рычажного механизма для приведения в движение снарядов. По сути переносной требушет, которым мог управлять один человек. Император Никифор II Фока около 965 года рекомендовал использовать для разрушения вражеского строя в открытом поле. Он также упоминается в «Тактике» генерала Никифора Ураноса (ок. 1000 г.) и указан в Anonymus De obsidione toleranda как форма артиллерии[14].
- Греческий огонь: Изобретение и военное использование греческого огня сыграло решающую роль в защите империи от раннего нападения арабов-мусульман. Привезённое в Константинополь беженцем из Сирии по имени Каллиник[15] зажигательное оружие прибыло как раз вовремя, чтобы спасти столицу от мусульманских осад 674-678 и 717-718 годов, которые в противном случае могли бы оказаться фатальными для византийского государства[16].

Греческий огонь, именуемый византийскими летописцами «морским огнём» или «жидким огнём», был прежде всего корабельным оружием, использовавшимся в боях против вражеских галер. Точный состав был хорошо охраняемым государственным секретом, до такой степени, что современные ученые продолжают спорить о его ингредиентах, но основной метод приготовления довольно ясен, что фактически указывает на огнемёт: жидкая смесь, нагретая в жаровне и нагнетаемая под давлением, с помощью помпы выбрасывалась оператором через сифон в любом направлении против противника. В качестве альтернативы его можно было выливать с поворотных кранов или бросать гранаты в виде керамических сосудов с греческим огнём.
Греческий огонь пользовался устрашающей репутацией среди многочисленных врагов Византии, которые начали использовать собственные горючие вещества — вероятно, другого состава. Однако это было не совсем чудодейственное оружие, а зависящее от благоприятных условий, таких как спокойное море и дующий сзади ветер. Когда и как было прекращено использование греческого огня, точно неизвестно. Согласно одной теории, византийцы утратили секрет из-за чрезмерной дезорганизации задолго до разграбления Константинополя в 1204 году.
- Зажигательная граната: гранаты появились вскоре после правления Льва III (717—741), когда византийские солдаты узнали, что греческий огонь можно не только метать из огнемётов, но и помещать в каменные и керамические сосуды[23]. Контейнеры большего размера бросались во врага катапультами или требушетами, либо воспламенялись перед выбросом, либо поджигались огненными стрелами после удара[24]. Позже гранаты были приняты для использования мусульманскими армиями: сосуды характерной сфероконической формы, которые многие авторы идентифицируют как снаряды для гранат, были найдены на большей части территории исламского мира[25], а возможная мастерская по производству гранат XIII века была раскопана в сирийском городе Хама[26].
- Огнемёт: для корабельных огнемётов см. Греческий огонь выше. Переносные ручные сифоны использовались в наземной войне.

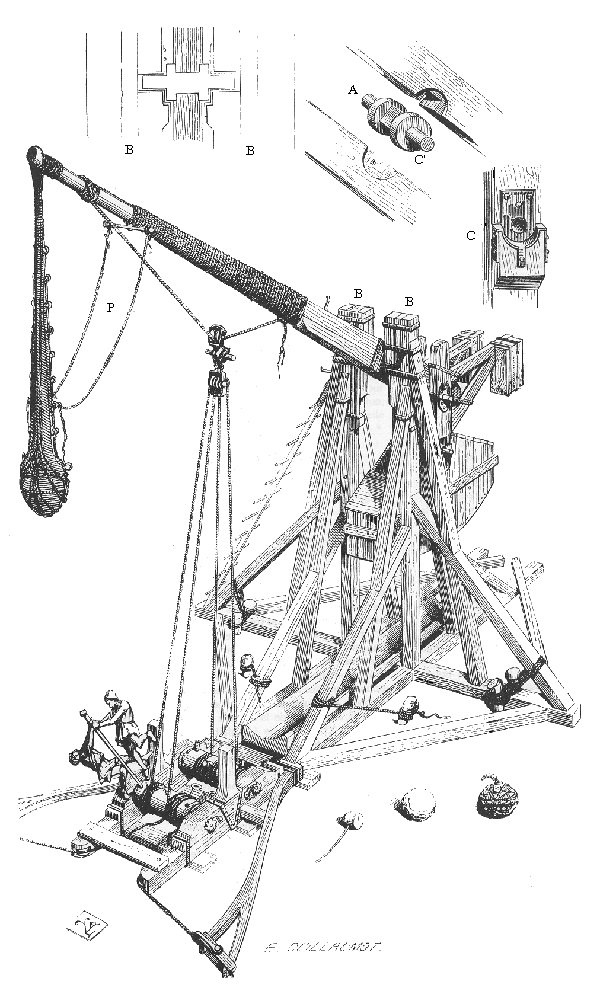
Современный рисунок требушета с противовесом, который готовят к стрельбе
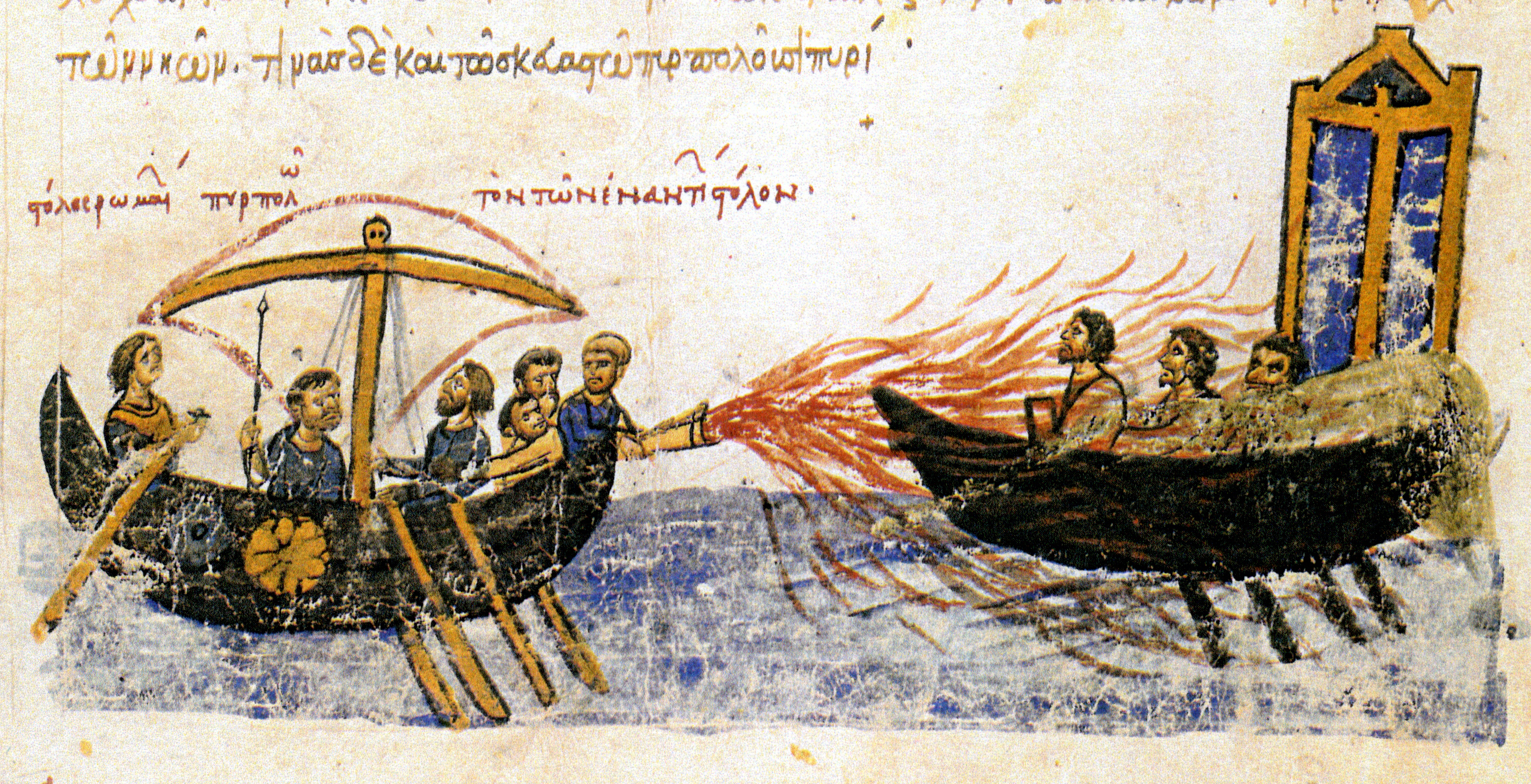
Византийский корабль, использующий греческий огонь в конце XI века
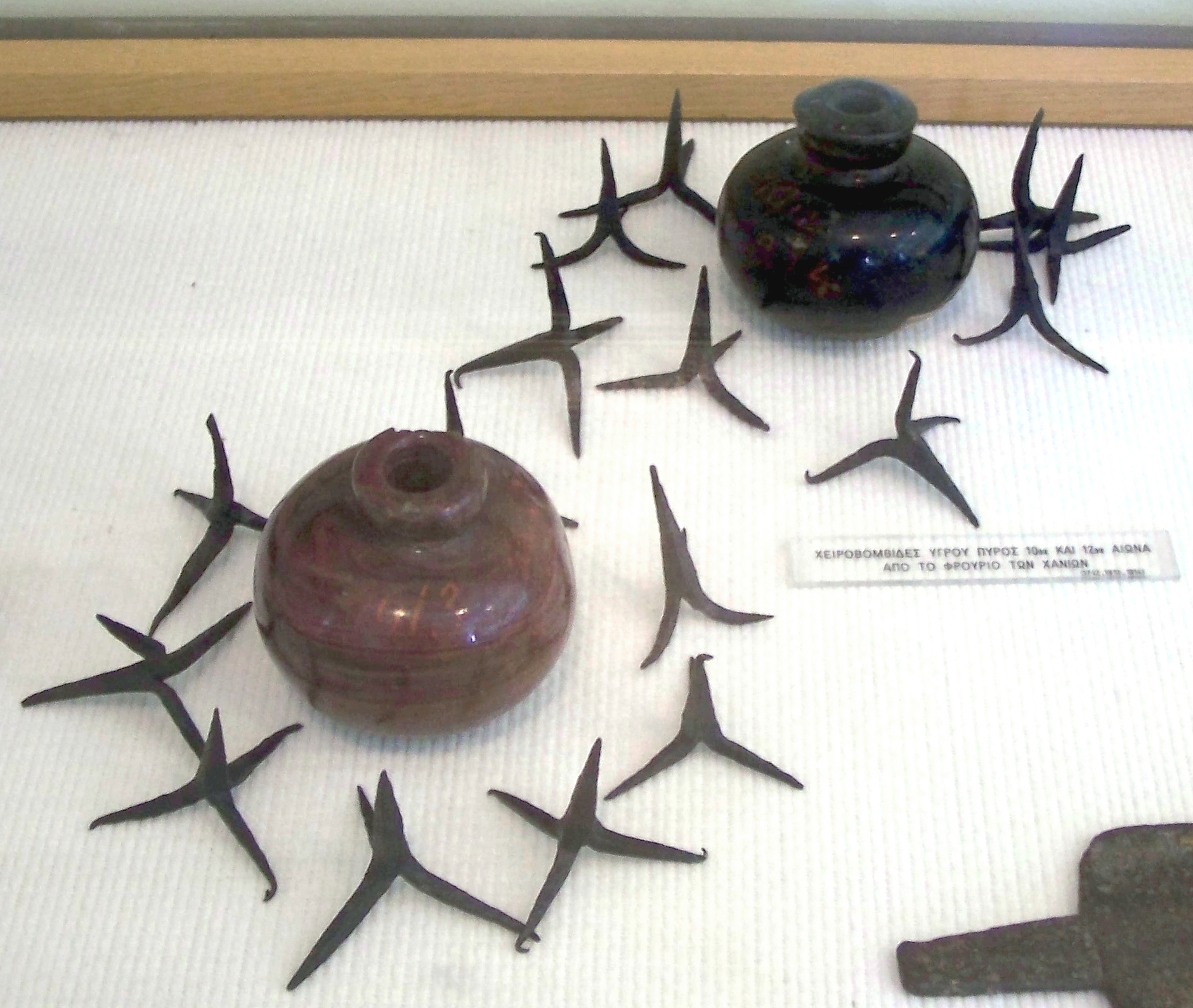
Глиняные гранаты, наполненные греческим огнём (X–XII вв.)
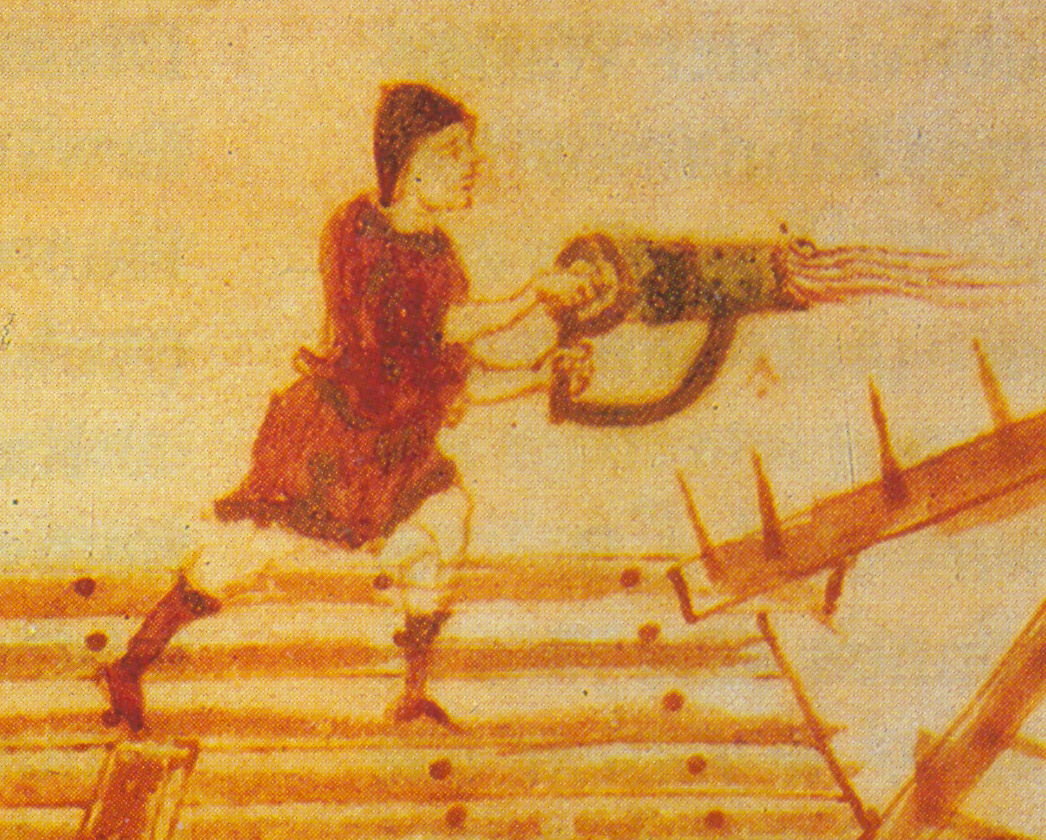
Ручной сифон, переносной огнемёт

## Повседневная жизнь
- Вилка: вилка первоначально использовалась для сбора приёма пищи в VII веке знатью Византийской империи. Позже она был завезена в Западную Европу благодаря браку Марии Аргиропулины с Джованни Орсеоло. История гласит, что во время свадебного пира она использовала свою личную золотую вилку с двумя зубцами, чтобы поесть. Венецианцы, не знавшие вилки и евшие руками, считали употребление вилки кощунственным: «Бог в своей мудрости дал человеку естественные вилки — его пальцы. Поэтому для него оскорбительно заменять их во время еды искусственными металлическими вилками», — утверждал один из представителей духовенства. Несколько лет спустя она умерла от болезни, которая, как утверждали венецианцы, была результатом её неуважения к Богу с помощью вилки[27][28][29].

Медные вилки (вилицы) известны со времен Моисея и фараонов (Исх. 27:3). Костяные вилки были обнаружены археологами в захоронениях древнекитайской культуры Цицзя бронзового века (2400—1900 до н. э.). Вилки были найдены также в захоронениях эпохи династии Шан (1600—1050 до н. э.) и последующих династий. В Древнем Египте большие вилки использовались в качестве кухонной утвари. В Римской империи использовались бронзовые и серебряные вилки, о чём свидетельствуют многочисленные экспонаты в музеях по всей Европе. Использование варьировалось в зависимости от местных обычаев, социального класса и характера пищи, но в основном вилки использовались при приготовлении и раздаче пищи. В Византии, по всей видимости, вилка стала использоваться как персональный столовый прибор. Первоначально у вилки было только два зубца. Зубцы были прямыми, поэтому её можно было использовать только для нанизывания, а не зачерпывания пищи. В XI веке вилка была завезена в Италию. Святой Пётр Дамиани описывает использование золотой вилки с двумя зубцами при византийском дворе в XI веке. В Европе вилкой стали широко пользоваться к XIV веку, а в XVII веке вилка стала необходимым атрибутом на трапезах знати и купцов.
- Corpus iuris civilis: во время своего правления Юстиниан Великий инициировал реформы, которые оказали явное влияние на эволюцию юриспруденции, поскольку его Corpus Juris Civilis стал основой юриспруденции в западном мире.
- Икона: Иконы — это изображения святых существ, таких как Иисус, Мария и святые, которые, написанные в соответствии с определёнными традиционными правилами, играли ключевую роль в почитании Восточной Православной церкви с её первых дней. Наиболее характерной византийской формой являются изображения на переносных деревянных панно, написанные в эллинистических техниках темперы или энкаустики. Другие варианты включают (драгоценные) металлические рельефы или панели, установленные с мозаикой из драгоценных камней, золота, серебра и слоновой кости. Использованию икон яростно сопротивлялись во время иконоборческой полемики, которая доминировала во внутренней политике Византии в VIII и IX веках, но, наконец, была возобновлена победившими иконопочитателями. Лишь несколько ранних икон пережили иконоборчество, наиболее яркими примерами из которых являются коллекции VI—VII веков из монастыря Святой Екатерины[37].
- Корабельная мельница: историк Прокопий отмечает, что корабельные мельницы были изобретены Велизарием во время осады Рима (537/538) первоначально как импровизированное решение. После того как остготы перекрыли водоснабжение акведуков, от которых зависела работа мельниц, Велизарий приказал оборудовать речные суда мельничным механизмом; они были пришвартованы между опорами моста, где сильное течение приводило в движение водяные колёса, установленные на судне. Новаторское использование быстро нашло признание среди средневековых водяных мельниц, достигнув Парижа и Франкского королевства только два десятилетия спустя[38].
- Теория импетуса: натурфилософская теория, согласно которой причиной движения брошенных тел является некоторая сила (импетус), вложенная в них внешним источником. Теория была введена Иоанном Филопоном и является предшественником концепций инерции, импульса и ускорения.
- Больница: концепция больницы как учреждения, предлагающего медицинскую помощь и возможность излечения пациентов из-за идеалов христианской благотворительности, а не просто места для смерти, появилась в Византийской империи[39].
- Разделение сиамских близнецов: первый известный пример разделения сиамских близнецов произошёл в Византийской империи в X веке. Пара сросшихся близнецов много лет жила в Константинополе. Когда один из них умер, хирурги в Константинополе решили удалить тело умершего. Результат был частично успешным, поскольку выживший близнец прожил три дня после смерти первого. О том, что второй человек прожил считанные дни после того, как его разъединили, историки и спустя полтора века упоминали. Следующий зарегистрированный случай разделения сиамских близнецов произошёл в 1689 году в Германии[40][41].

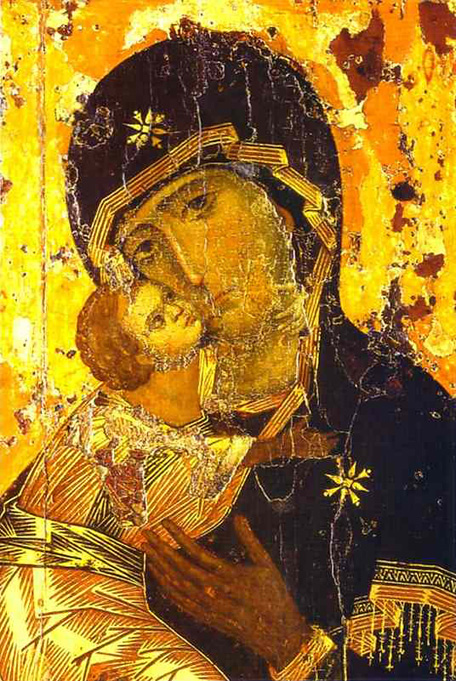
Владимирская Богоматерь, икона XII века
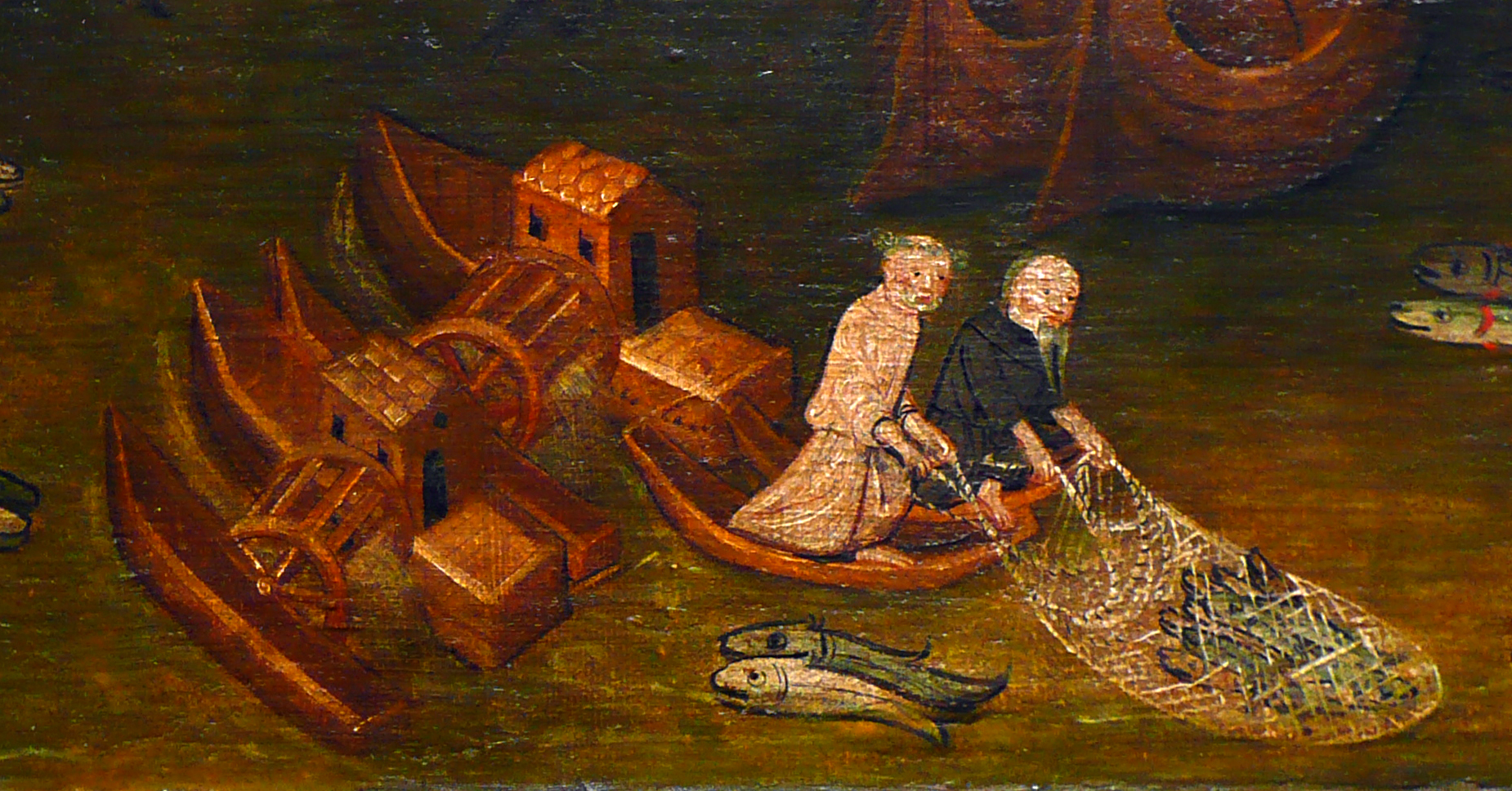
Средневековые корабельные мельницы на Рейне